# The Rasmus

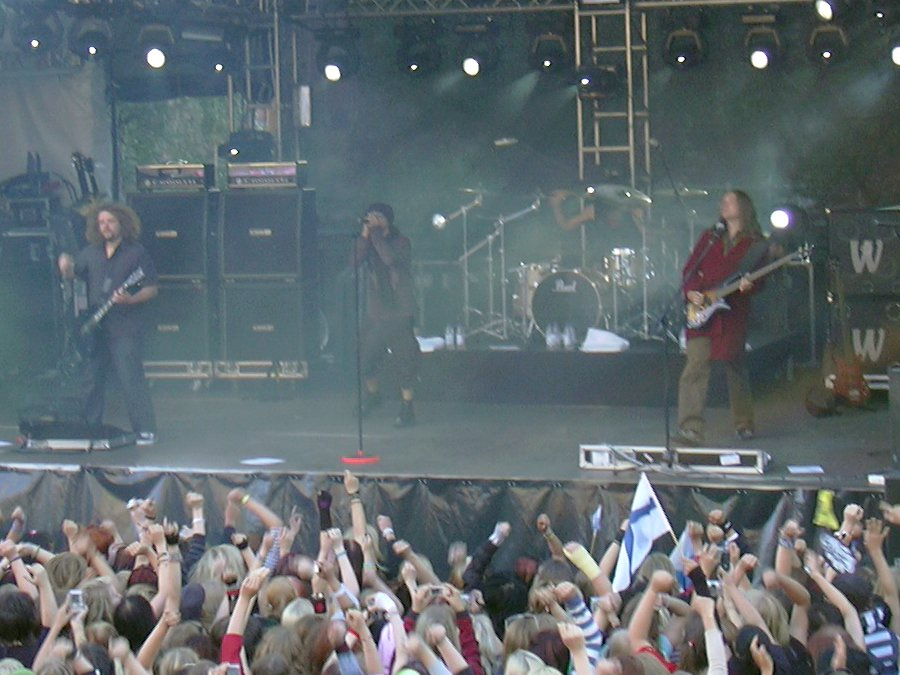
The Rasmus en un concierto, en la ciudad de Tampere.

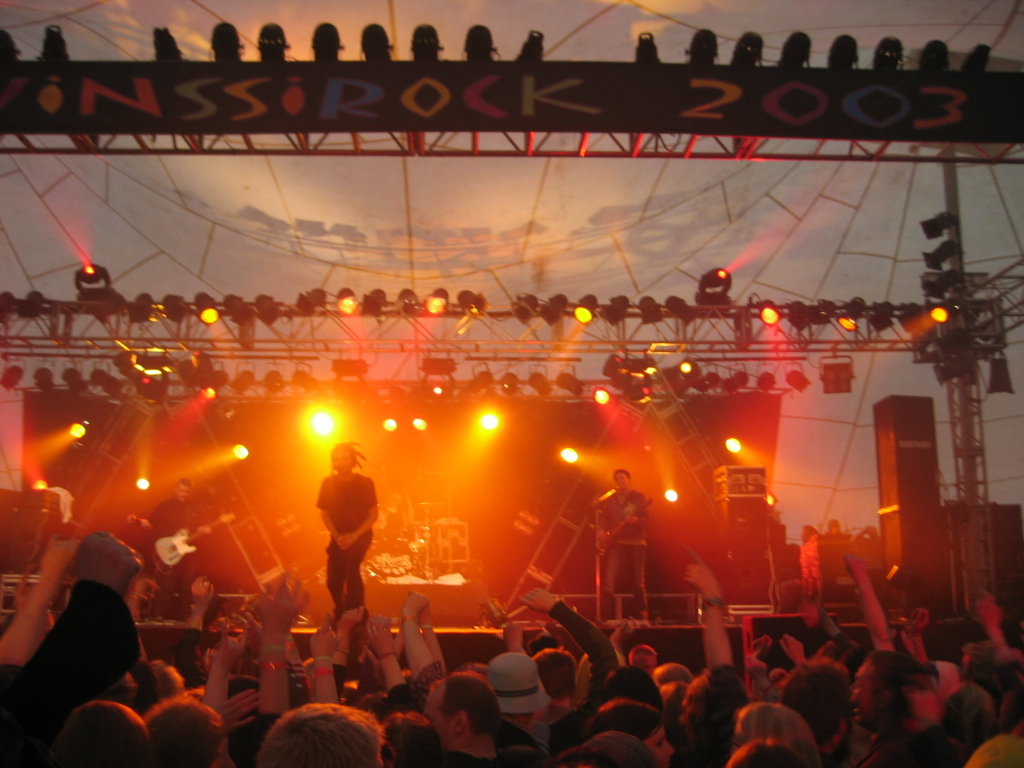
The Rasmus en vivo.

The Rasmus es una banda finlandesa de rock gótico formada en Helsinki en 1994. Los miembros originales de la banda son Lauri Ylönen (vocalista y compositor), Pauli Rantasalmi (guitarra) –quien dejó la banda a principios de 2022, siendo reemplazado por Emilia Suhonen–, Eero Heinonen (bajo) y Jarno Lahti (batería), siendo este último reemplazado por Janne Heiskanen en 1995. Heiskanen dejaría la banda poco después, en 1998, tras lo cual Aki Hakala ocupó su lugar. 
En 2022 representaron a su país en el Festival de la Canción de Eurovisión con el tema Jezebel. Especialmente populares en la década de 2000 han vendido más de 5 millones de discos.

## Historia

### Formación (1994-1995)
Mientras aún permanecían en la secundaria Lauri Ylönen, Eero Heinonen, Pauli Rantasalmi y Jarno Lahti formaron “Rasmus”. La banda tocó su primer concierto en su escuela en una fiesta de Navidad el 24 de diciembre de 1994. En el año de 1995, Jarno dejó la banda para ser reemplazado por Janne Heiskanen.
Fueron inicialmente conocidos como Rasmus simplemente (de las palabras "TrashMosh", aunque afirman que fue porque era corto y fácil de recordar)
En diciembre de 1995, debutaron con su primer sencillo "1st", el cual incluye canciones como; "Funky Jam", "Myself", "Frog" y "Rakkauslaulu". A sólo un par de semanas de su lanzamiento, el sencillo vendió 1000 copias.
El sencillo fue originalmente lanzado de manera independiente por Teja G. Records pero fue relanzado por medio de Warner Music Finland después de firmar un contrato con ellos en 1996.
En 1996 lanzaron su álbum debut Peep través de Warner Music Finlandia, al año siguiente la banda ganó un EMMA (el equivalente finlandés de Grammy) para el mejor recién llegado del año 1996. Lauri y Pauli decidieron dejar la escuela para centrarse plenamente en Rasmus y el 29 de agosto lanzaron su segundo álbum, Playboys. 1998 marcó el lanzamiento del tercer álbum de The Rasmus, Hell of a Tester (a veces escrito Hellofatester). El álbum fue lanzado el 2 de noviembre y marca un cambio en su estilo musical desde el funk hasta el rock más sólido. El álbum recibió disco de oro en Finlandia. El sencillo más popular fue "Líquido", que fue lanzado en septiembre de entrar en el Top 40 de MTV Nordic. Fue votado Sencillo del Año de 1998 por los críticos de música y aficionados, el vídeo ganó un premio en 1999 en los Finland Music Video Awards. Según Lauri, escribió "Líquido" sobre el puente Lauttasaari. La banda también escribió material religioso el cual nunca fue sacado a la venta.
La banda también escribió la canción "Don't Shut the Door", que no fue incluida en el disco, hasta ser reescrita y debutada en 2009 bajo el nombre "October & April" para su álbum de compilación Best of 2001–2009.

### Janne deja la banda y nacimiento de Dynasty (1999)
Durante el año de 1999, Rasmus se presentaba en múltiples festivales musicales en Finlandia. Janne Heiskanen, dejó la banda tras haber abierto un concierto de apoyo para Red Hot Chili Peppers. Janne decidió retirarse para meditar en India, donde vivió durante algunos años. Esto dejó a la banda débil y al punto de una separación. Aki Hakala, quien previamente se encargaba de vender mercancía de la banda, eventualmente fue requerido para tocar con la banda. Junto con Hakala, Killer y Kwan formaron Dynasty Association una pequeño estudio independiente, para el reclutamiento de nuevos artistas finlandeses.

### Playground Music (2000)
En el 2000 la banda cambia su nombre de “Rasmus” a “The Rasmus• para evitar confusiones con el nombre del músico sueco DJ Rasmus. 
En 1999, el mánager de The Cardigans', Petri H. Lundén, recomienda la banda con Lars Tengroth, director de un estudio independiente sueco, Playground Music. Tengroth fue a uno de los conciertos de la banda en Helsinki y poco después comento a HitQuarters, "Me enamoré de ellos". Tras haber lanzado su tercer álbum en Finlandia y haber tenido menos éxito del que buscaban en su carrera fuera de su país, Playground acordó ayudarlos con ello. Más tarde, en el 2000, la banda comenzó a trabajar con los Martin Hansen y Micke Nord en Suecia para su próximo álbum, dejando por completo el estilo funk por el pop-rock. Una vez que la banda firmó con Playground, la banda comenzó a sentir la necesidad de encontrarse con la demanda internacional. Tuvieron que invertir más horas de trabajo en sus canciones antes de grabarlas, además de trabajar por primera vez con productores grabando fuera de Finlandia.

### Into(2001-2003)
En octubre de 2001, The Rasmus lanzó Into, su primer disco de estudio, y el primero bajo el sello de Playground Music. Era el primer disco de The Rasmus en ser lanzado en otros países de Europa como Francia y España. El álbum alcanzó el número 1 en las listas de Finlandia, al igual que los sencillos "F-F-F-Falling", "Chill", "Madness" y "Heartbreaker/Days". Todos estos se lanzaron en el 2001, a excepción de Heartbreaker/Days, lanzados en 2002. Debido al cambio de nombre, algunos fanes lo consideran como el primer álbum de The Rasmus.
En 2001, también lanzaron el álbum, "Hell of a Collection", compuesto de dieciocho canciones, extraídas de los álbumes anteriores, además de nuevas versiones de las mismas. En ellas se incluía "Liquid" (Demo), el cual es un demo de la canción que lleva el mismo nombre.
En 2002 ganaron el premio a mejor grupo, mejor álbum, mejor álbum pop/rock y mejor canción (por "F-F-F-Falling").

### Dead Letters(2003-2004)
El 21 de marzo de 2003, The Rasmus lanza su segundo álbum, "Dead Letters". Dead Letters vendió 1,7 millones de copias en todo el mundo y lanzó a la banda a la fama, recibiendo 8 discos de oro y 6 Platinum Music Certification Awards.
El disco se grabó en los Estudios Nord, en Suecia. Este disco fue producido por Mikael Nord Andersson y Martin Hansen, quienes produjeron también Into. "Cada canción es una carta dirigida a alguien. Una apología, un secreto o un grito de ayuda", asegura Lauri.
El single "In the Shadows" recibió dos discos de platino y vendió más de 1 millón de copias, rompiendo el récord de ventas de Jean Sibelius. El éxito comercial del álbum le dio numerosos premios en toda Europa, ganando 'Best Nordic Act' en 2003 MTV Europe Music Awards, y cinco EMMA Awards por Mejor Grupo, Mejor Álbum, Mejor Video (In My Life), Mejor Artista en 2004. También ganaron un ECHO award por Mejor Banda Nueva Internacional en 2004 MTV Russia Music Awards. "In The Shadows" fue nominado en las listas de 2004 por Kerrang! Award for Best Single.
"Guilty" fue el segundo sencillo de Dead Letters para el mercado americano, e igualmente se convirtió en un éxito de ventas. También en el 2003, The Rasmus ganó el premio de MTV Europa a mejor artista nórdico. El álbum, además, es el disco finlandés más vendido a nivel mundial. De este disco se desprendieron los sencillos In My Life y Funeral Song.
Debido al éxito alcanzado de su primera gira, en 2004 lanzan su primer concierto en vivo para DVD "Live Letters" el cual fue filmado en Gampel Open Air in Suecia en agosto de 2004.

### Hide from the Sun(2005-2006)
El 12 de septiembre de 2005, The Rasmus lanza su tercer álbum de estudio, "Hide from the Sun" y que ha obtenido reconocimientos por sus ventas como disco de oro y disco de plata. Basta escuchar canciones como No Fear, Shot, Immortal o Dead Promises para darse cuenta del cambio que ha tenido la banda a través del tiempo, además de contar con la aparición de la banda Apocalyptica en la canción "Dead Promises". Como dice Eero: "El álbum Dead Letters es más oscuro, más melancólico y más soñador que cualquiera de los que hemos hecho hasta ahora, pero el nuevo es más reflejante". 
En 2005 The Rasmus ganó de nuevo el premio de MTV Europa, esta vez como Mejor Artista Finlandés, compitiendo con bandas como HIM, Apocalyptica, Nightwish y The 69 Eyes.
Durante 2006 el grupo realizó numerosas giras por todo el mundo, entre las que se incluyen visitas a México, Alemania, Sudáfrica, Estados Unidos y a varios países de América Latina (Argentina, Brasil, Chile y Colombia, entre otros). El 28 de abril de ese año ganaron los ESKA Music Awards de Polonia, en la categoría de Mejor Artista Rock Internacional. El 10 de octubre lanzaron la edición de Hide From The Sun para los Estados Unidos, donde se incluyen algunas canciones extra como Open My Eyes y Dancer In The Dark, además del vídeo para Immortal. De la misma forma, también lanzaron una tour edition especial de Hide From The Sun para México, en donde se incluyen algunas canciones interpretadas en vivo durante la visita de la banda al Auditorio Nacional de la Ciudad de México en el 2006.
En el mismo año la banda realizó una nueva versión del famoso tema de la banda sueca ABBA SOS, la cual se incluyó en el disco ComeToguether de la revista alemana especializada en música Bravo. La grabaron en los estudios de Dynasty en unos días que tuvieron de descanso en medio del Tour.

### Black Roses(2007-2008)
The Rasmus continuo su gira hasta 2007. Año durante el cual conocen a Desmond Child en República Dominicana, quien comenzaría a trabajar en la producción de su cuarto álbum de estudio. 2007, también marco el inicio de la carrera de Eero como director.
El álbum fue originalmente planeado para ser lanzado en marzo de ese año, pero tuvo retraso debido a que había canciones que la banda aún deseaba grabar, incluyendo el sencillo "Livin' in a World Without You". El sonido conservo un estilo menos heavy al de Hide From the Sun, algunas canciones tales como "Ten Black Roses", "The Fight", y "Lost and Lonely", contienen elementos sinfónicos de rock/metal. Black Roses vendió un total de 350.000 copias alrededor del mundo.

El vídeo de "Justify" se estrenó a principios de diciembre de 2008, y el sencillo salió a la venta el 19 de enero de 2009.
En abril de 2009 la banda comenzó una gira por varias ciudades de Latinoamérica, tales como Ciudad de México, Guadalajara, Monterrey, Santiago y Buenos Aires; sin embargo, la banda tuvo que cancelar su fecha en el Auditorio Nacional de la Ciudad de México como medida preventiva a causa del brote de influenza porcina que aquejaba a México y varias partes más del mundo. Tras esto, surgieron rumores de que Lauri estaba infectado con el virus de la influenza A, pero al volver a Finlandia y realizarse los análisis adecuados tan pronto como llegó, se confirmó que no estaba enfermo. Así mismo, se canceló también el concierto que darían el 1 de mayo de 2009 en el Teatro Caupolicán de Santiago. La productora del evento, Fenix Entertainment, se excusó diciendo que debieron cancelarlo por "motivos de fuerza mayor".
En una entrevista el 10 de junio de 2009, antes de su actuación en el Open Air Halberg en Saarbrücken, Lauri Ylönen anunció que el tan esperado dúo con la cantante Anette Olzon de Nightwish "October & April" sería lanzado en octubre y que formaría parte de The Best Of The Rasmus: 2001-2009 (editado en noviembre del mismo año), un nuevo álbum recopilatorio que abarca la segunda etapa del grupo, con motivo de celebrar el 15.º aniversario de la banda en 2009. Con el mismo fin, el 23 de noviembre de 2009 dieron un concierto en su antigua escuela de Suutarila (ahí hicieron su primera actuación, en 1994) para los alumnos y profesores presentes. La gente de Finlandia y del resto del mundo pudo seguir el show en vivo desde Internet.

### Best of 2001–2009 (2009-2010)
El 28 de noviembre de 2009, lanzaron su segundo álbum de compilaciones, "Best of 2001–2009", presentando canciones grabadas entre los años 2001 y 2009. A pesar de que muchas de las canciones ya se habían lanzado, el álbum presenta una nueva canción llamada "October & April" con la participación de Anette Olzon exvocalista de Nightwish. El dueto fue escrito originalmente para cantarse junto con Tarja Turunen, que rechazó la invitación. Esta canción se grabó al mismo tiempo que el disco Black Roses, pero no se incluyó en el disco debido a que discrepaba con el estilo que se buscaba en este.

En palabras de Ylönen, el grupo desea trabajar plácidamente a su manera y, si bien no está confirmado que renueven su contrato, se dedican a trabajar y a grabar nuevas canciones en su estudio de Dynasty. "Estamos muy tranquilos y felices", afirmó el cantante, que ese mismo año firmó una petición para que la Ley de Derechos de Autor de Finlandia se modificase en beneficio de los autores.
El 23 de diciembre la banda dio una gran sorpresa de Navidad a todos sus fanes lanzando un nuevo vídeo para el sencillo "Your Forgiveness" del disco "Black Roses". Este vídeo se grabó en febrero del 2009 y lo dirigió el bajista de la banda (Eero Heinonen).
La banda se pasó el verano ensayando y trabajando en un nuevo álbum. Paralelamente, Lauri estaba presentando su primer álbum solista, titulado "New World".

### The Rasmus(2012-2013)
The Rasmus lanzó al mercado un single de estudio titulado "I'm a Mess" de su octavo álbum de estudio, "The Rasmus", con fecha de lanzamiento el 18 de abril de 2012. El single "I'm a Mess" se estrenó el 25 de febrero de 2012 en la final de los UMK de Finlandia, el 5 de marzo. Su videoclip se estrenó de manera simultánea al sencillo y se grabó en Tokio.
La producción del vídeo estuvo a cargo de la empresa finlandesa-japonesa Musutman, en la cual está involucrado Killer Huhtala Timo, bajista de la banda.
El 30 de julio de 2012, se estrena el vídeo del single "Stranger", el álbum fue reeditado como "The Rasmus Tour Edition" en el otoño de 2012, en el cual se incluyó el tema "Mysteria". El álbum del mismo nombre más adelante ganó dos premios EMMA por mejor portada del álbum y mejor vídeo musical (por el sencillo I'm a Mess).

### Dark Mattersy Eurovisión (2017-presente)
Después de varios años en los que la banda hacía pequeños anuncios sobre el progreso del nuevo álbum y haberse centrado en distintos proyectos personales, el 9 de marzo de 2017 publicaron a través de sus redes sociales un vídeo de 18 segundos anunciando que el 31 del mismo mes lanzarían "Paradise", el primer single de su nueva producción discográfica. Una vez hecho el anuncio, la canción se puso en pre-venta en distintas plataformas virtuales de música, como iTunes y la PlayStore de Android. El vídeo oficial de la canción se estrenó el 6 de mayo en el canal oficial de YouTube de la banda.
El segundo sencillo del álbum fue "Silver Night" y se lanzó el 25 de agosto de 2017.
El tercer sencillo fue "Nothing" y se publicó el 15 de septiembre de 2017. 
El cuarto sencillo, "Wonderman", se lanzó el 22 de septiembre de 2017 y su vídeo oficial se estrenó el 26 del mismo mes.
El quinto sencillo, "Something in the Dark", se publicó el 29 de septiembre de 2017. El álbum Dark Matters se lanzó al mercado el 6 de octubre de 2017 con el sello discográfico Universal Music.
El 14 de septiembre de 2018, la banda lanzó una nueva canción llamada "Holy Grail".
El 10 de octubre de 2019, mientras tocaban en la gira Dead Letters Anniversary Tour en Rock City en Nottingham, Lauri anunció que la banda había estado trabajando en nueva música para un posible lanzamiento futuro.
El 14 de mayo de 2021, la banda lanzó la canción "Bones" que formará parte del nuevo álbum que planean lanzar para 2022.
El 3 de septiembre, junto a sus compatriotas finlandeses de la banda Apocalyptica, lanzaron la canción "Venomous Moon" como segundo sencillo de su próximo álbum. El vídeo oficial de la canción se inspiró en la serie Stranger Things.
El 9 de enero de 2022, a través de sus redes sociales oficiales, después de casi 28 años al lado de The Rasmus, Pauli Rantasalmi comunicó que abandonaría la banda para incursionar en otros proyectos.
Por otro lado, la banda anunció el lanzamiento de un nuevo sencillo, "Jezebel", el 17 de enero de 2022. Con esta canción se presentaron al festival UMK de la televisión finlandesa, certamen cuyo ganador representa al país en el Festival de la Canción de Eurovisión. Finalmente, resultaron ganadores tanto del jurado como del televoto. La campaña de promoción les llevó a actuar en numerosas ciudades como Madrid, Ámsterdam o Londres. Actuaron en la segunda semifinal de Eurovisión del 12 de mayo, donde se clasificaron para la final en séptima posición. En la Gran Final del 14 de mayo, obtuvieron el puesto 21.

## Nombre de la banda
La palabra Rasmus no significa de hecho nada; la banda ha dicho en entrevistas que escogieron este nombre porque "suena finlandés" y es fácil de recordar. De cualquier modo, el bajista Eero Heinonen dijo en una entrevista sueca que el nombre venía de las palabras Trash y Mosh. En sueco, Rasmus es un nombre propio (equivalente a Erasmo en español). Fue al exbaterista Janne Heiskanen a quien se le ocurrió la idea para el nombre del grupo.

## Estilo musical
En Into, su estilo es rock alternativo, o el llamado "soft rock". Dead Letters es algo más rock y bastante. Esto continuó incluso en Hide from the Sun, cuyo género es el rock, pero algo más pesado
De todas formas, la banda ha comentado que están abiertos a todo tipo de música y que se mantienen en constante cambio, por lo que no sería extraño que en un disco futuro usaran nuevos "elementos" a la hora de componer. Una muestra de ello es Black Roses, donde mezclan el rock pesado con el pop y usan una gran cantidad de instrumentos distintos con sonidos electrónicos.

## Integrantes
- Lauri Ylönen

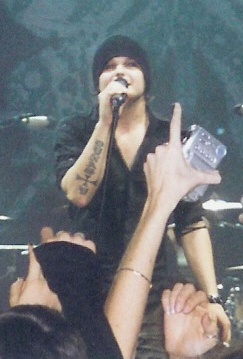
Lauri Ylönen en un concierto en la ciudad de Milán, Italia

Es el vocalista y principal escritor de las letras de las canciones de la banda. Nació en Helsinki el 23 de abril de 1979. A sus 6 años, sus padres lo inscribieron en un curso de piano, del que luego se retiraría. Aprendió a tocar la batería y guitarra, pero su hermana mayor Hanna lo convenció de ser vocalista. De no haber sido cantante, le hubiese gustado ser antropólogo o chef. Es uno de los compositores más aclamados de Finlandia. Su apodo es "Lintu" (pájaro en finés). Sus artistas favoritos son Björk, Weezer, Metallica, The Beatles y Muse, entre otros. Estudió en la Academia Sibelius y tiene formación de música clásica. Ha compuesto la banda sonora de la película finlandesa Blackout, estrenada en 2008. En febrero del año 2011, Lauri lanza su primer disco solista, titulado "New world". Este disco cuenta con 11 canciones, entre las que se destaca "Heavy", primer sencillo del disco.
- Aki Hakala

Es el baterista. Nació en Espoo, dentro del Área Metropolitana de Helsinki, el 28 de octubre de 1979. Estudió en una escuela de música. Ingresó en la banda después de que el baterista original, Janne, la abandonara en 1999. Aki solía vender camisas y demás cosas de la banda en sus conciertos. Un día, Pauli lo invitó a tocar con ellos y el resto es historia.
- Eero Heinonen

Es el bajista y hace los coros en vivo. Nació el 27 de noviembre de 1979. Es el miembro más "calmado" de la banda y práctica sahaja yoga, además de ser seguidor de una rama del hinduismo. También es el líder, cantante y bajista de la banda Hay & Stone.
- Emilia Suhonen

Guitarrista, nacida el 15 de diciembre de 1985 en Helsinki. Componente de la banda desde 2022 en sustitutción de Pauli Rantasalmi. Anteriormente fue miembro de Tiktak, Dame (banda) y Alavala, además de seguir con su propio proyecto en solitario, Emppu.

### Anteriores
- Janne Heiskanen

Nació en Helsinki el 26 de enero de 1979. Comenzó a tocar la batería cuando tenía 12 años. Era el baterista de la banda hasta 1999, cuando debido a algunas diferencias creó su propia banda, llamada Lovestone.
- Pauli Rantasalmi

Guitarrista. Nació en Helsinki el 1 de mayo de 1979. Ha sido miembro desde que se formó la banda. No solamente toca la guitarra, también toca otros instrumentos. Además dirige y produce a otras bandas como Kwan, Von Hertzen Brothers y Happiness. Ha ganado un Emma Gaala (Grammy finlandés) como mejor productor y ha participado en un musical finés llamado Pitkä Kuuma Kesä. Es escritor y director. Junto a Lauri, produce en los estudios de Dynasty Recordings, que es propiedad de ellos dos. Actualmente vive en Singapur con su familia.
Pauli ha comenzado a usar la ESP Eclipse desde la creación de Hide From The Sun. Antes de eso, utilizaba una Fender Stratocaster. Era el guitarrista de la banda hasta 2022

## Discografía
Como Rasmus
- 1996: Peep
- 1997: Playboys
- 1998: Hell of a Tester

Como The Rasmus
- 2001: Into
- 2003: Dead Letters
- 2005: Hide from the Sun
- 2008: Black Roses
- 2012: The Rasmus
- 2017: Dark Matters
- 2022: Rise
- 2025: Weirdo

DVDs en vivo
- Live Letters, 2004 (Universal Music/Playground Music Scandinavia)
- Live 2012 / Mysteria , 2012 (Shadowland Ltd)
- Live 2012 / VOLUME II , 2013

## Giras

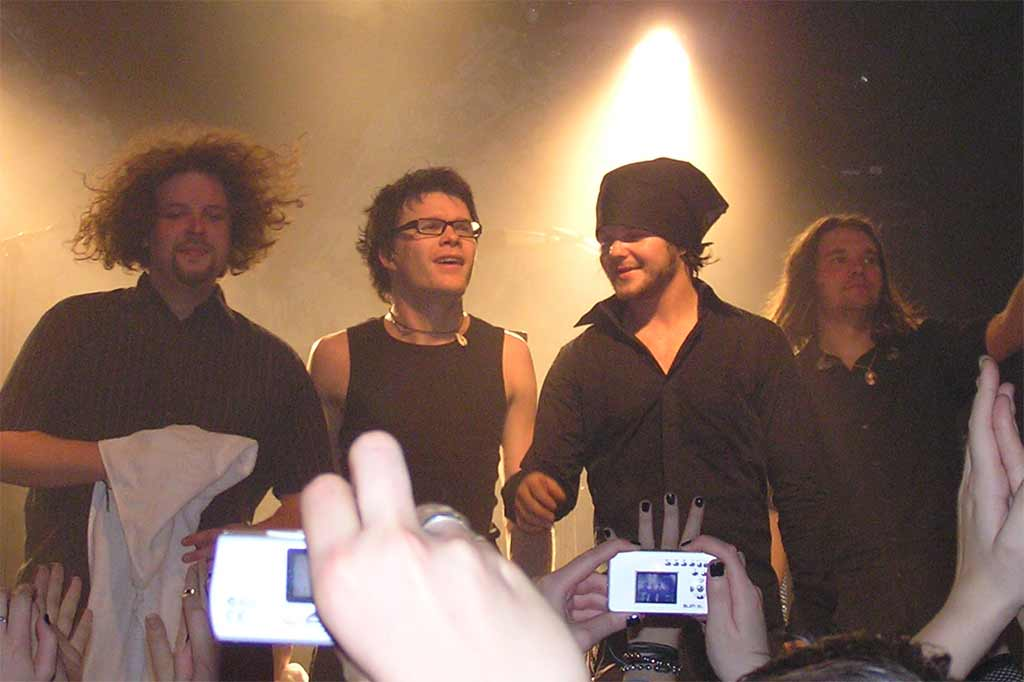
The Rasmus luego de un concierto en la ciudad alemana de Bochum.

| Años      | Gira                                 | Países | Ciudades | Conciertos |
| --------- | ------------------------------------ | ------ | -------- | ---------- |
| 2003-05   | Dead Letters Tour                    | 29     | 107      | 296        |
| 2005-06   | Hide From The Sun Tour               | 36     | 110      | 249        |
| 2008-09   | Black Roses Tour                     | 19     | 101      | 225        |
| 2012      | The Rasmus /Mysteria (European tour) | 16     |          | 39         |
| 2017-2020 | Dark Matters Tour                    | —      | —        | —          |

## Premios y reconocimientos
| Año  | Premio                       | Título                                                 |
| ---- | ---------------------------- | ------------------------------------------------------ |
| 1995 | Maailma Kylässä Festival     | Ääni Ja Vimma                                          |
| 1996 | Emma Gaala                   | Mejor Artista Nuevo                                    |
| 1999 | Finnish Music Video Festival | Best Video musical (Liquid)                            |
| 2002 | Emma Gaala                   | Mejor Grupo                                            |
| 2002 | Emma Gaala                   | Mejor Álbum Pop/rock (Into)                            |
| 2002 | Emma Gaala                   | Mejor Álbum (Into)                                     |
| 2002 | Emma Gaala                   | Mejor Canción (F-F-F-Falling)                          |
| 2003 | MTV Europe Music Awards      | Mejor Artista Nórdico                                  |
| 2003 | Hit Music Awards             | Mejor Canción (In The Shadows)                         |
| 2004 | Emma Gaala                   | Mejor Grupo                                            |
| 2004 | Emma Gaala                   | Mejor Álbum (Dead Letters)                             |
| 2004 | Emma Gaala                   | Mejor video musical (In My Life)                       |
| 2004 | Emma Gaala                   | Mejor Artista                                          |
| 2004 | TMF Awards                   | Mejor Artista Rock                                     |
| 2004 | World Music Awards           | Mejor Venta de un Álbum en Escandinavia (Dead Letters) |
| 2004 | MTV Russian Music Awards     | Mejor Artista Nuevo Internacional                      |
| 2005 | MTV Nordic Awards            | Mejor Artista Nórdico                                  |
| 2005 | NRJ Radio Awards             | Mejor Artista Nórdico                                  |
| 2011 | MTV Fan Music Awards         | Mejor banda Europea                                    |
| 2013 | Emma Gaala                   | Mejor video Musical (I´m a Mess)                       |
| 2013 | Emma Gaala                   | Mejor Portada de Album (The Rasmus)                    |